# Pingstkyrkan, Vadstena
Pingstkyrkan är en kyrkobyggnad i Vadstena. Kyrkan tillhörde från början Filadelfiaförsamlingen, Vadstena.

## Orgel
Kyrkan har en elorgel och ett piano.